# Municipalidad de la Ciudad de Buenos Aires
La Municipalidad de la Ciudad de Buenos Aires (MCBA) fue la forma institucional de la Ciudad de Buenos Aires desde su federalización en 1880 hasta que la reforma constitucional de 1994 la convirtió en Ciudad Autónoma. Hasta mediados del siglo XX fue oficial la denominación Municipalidad de la Capital, apareciendo también las variantes de la Capital de la República, de la Capital de la Nación y de la Capital Federal.
Se trataba de un municipio autárquico con un Departamento Ejecutivo a cargo de un intendente designado por el Poder Ejecutivo Nacional y un Concejo Deliberante electo por la población local, aunque la composición del cuerpo legislativo presentó varias modificaciones en el curso de su existencia. La Ciudad de Buenos Aires contaba además con representación en ambas cámaras del Congreso Nacional, al igual que las provincias.

## Antecedentes del gobierno local
Durante la administración colonial española la Intendencia de Buenos Aires, que abarcaba la ciudad y la campaña, había sido gobernada por el Cabildo. En 1820 fue constituida como tal la Provincia de Buenos Aires, con la ciudad como su capital. Una ley de 1821, durante el gobierno de Martín Rodríguez, dispuso la supresión de los cabildos "hasta que la representación crea oportuno establecer la ley general de las municipalidades", por lo que la ciudad pasó a depender directamente de las autoridades provinciales.

### La ley de Capitalización de Rivadavia
En 1826, durante la presidencia de Bernardino Rivadavia, el Congreso dominado por los unitarios dictó una ley de Capitalización que dispuso que la ciudad y una amplia región circundante quedara "bajo la inmediata y exclusiva dirección de la Legislatura Nacional y del Presidente de la República". El territorio a nacionalizar estaba establecido en el artículo 6 de la ley:

Art. 6º - Corresponde a la capital del Estado todo el territorio que se comprende entre el puerto de las Conchas y el de la Ensenada; y entre el Río de la Plata y el de las Conchas, hasta el puente llamado de Márquez, y desde éste, tirando una línea paralela al Río de la Plata, hasta dar con el de Santiago.
Ley de Capitalización (1826)

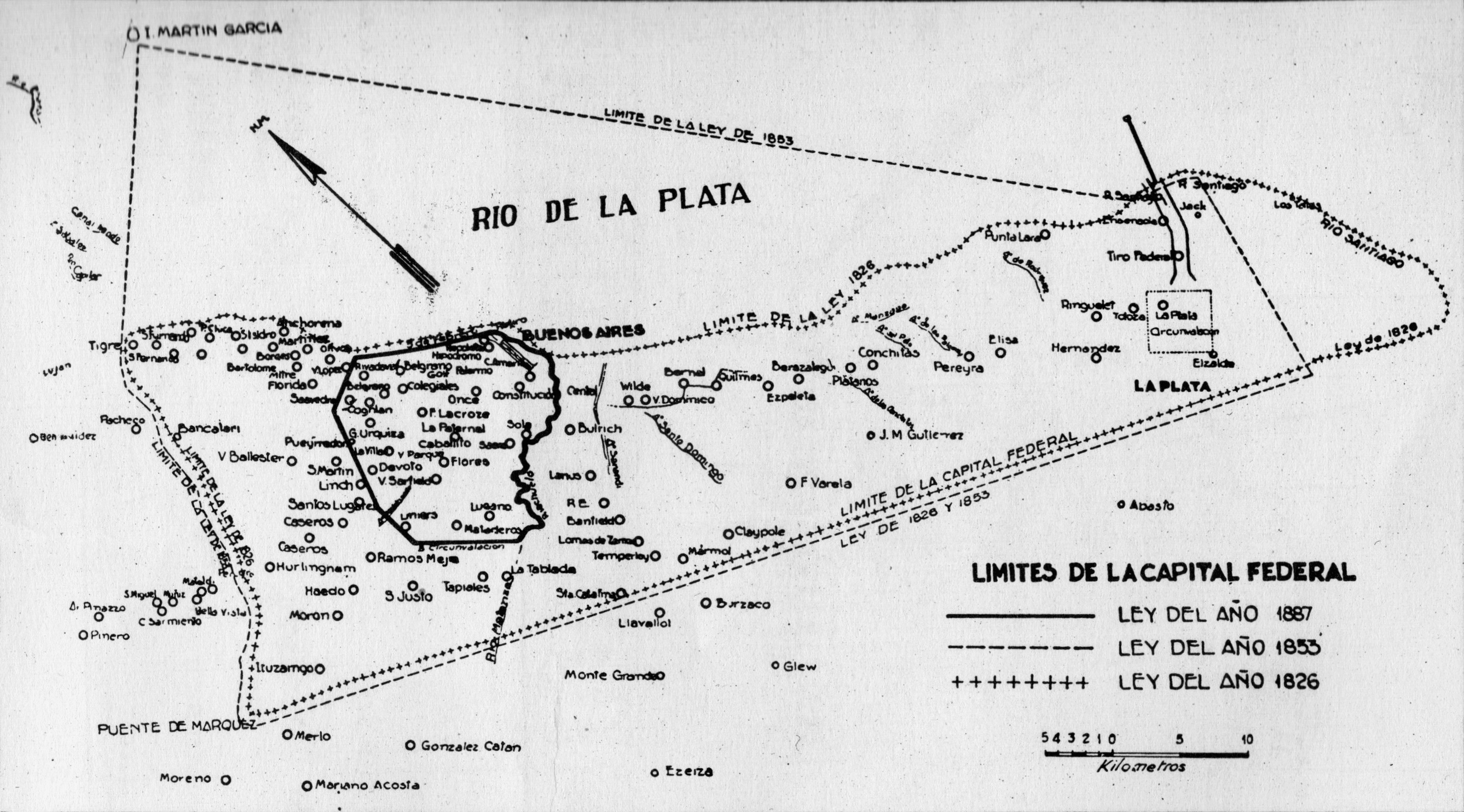
Plano donde se aprecian los límites del territorio capitalizado (línea de cruces).

Ante la resistencia del gobernador Juan Gregorio de Las Heras, quien envió la cuestión a la Junta de Representantes, Rivadavia decretó la extinción de la Provincia de Buenos Aires, todo cuyo territorio pasó entonces a depender del poder central. La decisión despertó un fuerte rechazo de los ganaderos bonaerenses y es considerada una de las medidas centralistas que precipitaron la caída de Rivadavia. Tras su renuncia el Poder Ejecutivo Nacional cesó en su existencia, la ley de Capitalización perdió vigencia y fue restablecida la Provincia de Buenos Aires.
Durante todo el período posterior, hasta 1852, la ciudad fue administrada directamente por el gobernador provincial.

### Decreto de Urquiza de organización de la Municipalidad de Buenos Aires
Tras su triunfo sobre Juan Manuel de Rosas en la batalla de Caseros, Justo José de Urquiza firmó un decreto de creación de la Municipalidad abarcando las 20 parroquias que entonces componían la ciudad. En los considerandos se expresa que "[...] la misma ley que extinguió el ilustre Cabildo y Ayuntamiento de la primera ciudad de Buenos Aires, reconoció y reservó para tiempo oportuno, la reconstrucción de la Municipalidad representativa en que debíamos vivir". El texto menciona el estado de abandono en que se encontrarían la ciudad y sus instituciones producto de la tiranía de Rosas:

Así los hospitales que abrigaban todos los dolores y miserias de la ciudad, fueron abandonados, los huérfanos se arrojaron á las calles sin piedad, las escuelas y todos los establecimientos de beneficencia perecieron uno pos de otro, sin que tuviesen siquiera una señal de pesar, y la gran Ciudad del Plata, sin adornos ni mejora vivía entre lodazales, condenada á mantener su vista constantemente fija en un solo punto, en un solo objeto para que no pudiese volver sobre sí y contemplar su miseria.
Decreto de J. J. de Urquiza (1852)

En el decreto, Urquiza consideraba "que es propio y digno que la ciudad de Buenos Aires haga el ensayo de una institución tan benéfica, [...] que consiste en dejar los negocios peculiares a la libre administración de los que tienen interés en ellos y más capacidad para dirigirlos".
La institución estaría compuesta por 21 municipales y un presidente. Los integrantes de la Municipalidad serían electos con el mismo principio que los diputados del Congreso y el presidente municipal sería designado, junto a dos suplentes, por el Presidente de la Confederación. La Municipalidad funcionaría dividida en un Consejo de Administración, Gobierno y Orden integrado por el presidente, los dos suplentes, tres municipales, dos visitadores fiscales y un secretario; y cinco comisiones integradas por los municipales a cargo de Seguridad, Higiene, Educación, Obras Públicas y Hacienda.
Por otra parte, se establecía que pertenecían a la Municipalidad "las casas de temporalidades y los demás bienes del extinguido Cabildo", así como todos los terrenos públicos "baldíos, alquilados o en enfiteusis", y las rentas pagadas por el distrito municipal a excepción de correos y aduanas. También quedaba habilitada la Municipalidad para establecer impuestos directos, multas y peajes con aprobación del Congreso Nacional.

### Buenos Aires en la Constitución de 1853
La Constitución de 1853 declaró a Buenos Aires capital de la Confederación y estableció la nacionalización de las aduanas. Juan Bautista Alberdi, principal ideólogo de su redacción, cuestionaba la indefinición legada de la Colonia entre la Ciudad de Buenos Aires y el territorio de la Provincia: "Fue necesario hacer cesar la indivisión que en la vieja ‘provincia—metrópoli’ se daba entre la ciudad de Buenos Aires y el Buenos Aires rural, para crear con la primera la capital exclusiva de toda la república, y dejar al segundo como territorio de una provincia más".

#### La ley orgánica municipal para la Ciudad de Buenos Aires
En mayo de 1853 la Convención Constituyente, actuando como Congreso, sancionó la ley orgánica municipal para la Ciudad de Buenos Aires. La norma ratificaba en lo sustancial las disposiciones del decreto de Urquiza, como la composición de la Municipalidad por 21 integrantes y su forma de elección. En los considerandos la Comisión Redactora precisaba:

Se permitirá observar la Comisión que en la ley proyectada se ha cuidado de no dar a la Municipalidad injerencia alguna en el gobierno político, para que esta institución permanezca siempre dentro de la órbita policial, en la cual ha de prestar servicios incalculables e indispensables, hoy que tan abandonadas se hallan las ciudades argentinas, reclamando urgentemente el bienestar, el ornato, la salubridad, que tanto halagan a los hombres en los tiempos modernos.
Comisión de Negocios Constitucionales de la Convención Nacional Constituyente de 1853

A diferencia del decreto de 1852, no obstante, la ley establecía una diferencia entre la Municipalidad y el territorio de la Capital: "El Congreso establecerá las Municipalidades subalternas de que deben ser dotados los demás pueblos comprendidos en el territorio de la Capital".

#### Secesión de Buenos Aires
En respuesta, la Provincia de Buenos Aires se separó del resto del país, con el nombre de Estado de Buenos Aires, hasta 1861.
En 1854 la Cámara de Representantes y el Senado de Buenos Aires se vieron enfrentadas al problema de la municipalidad. En octubre de ese año fue sancionada la ley de Municipalidad para la Capital, que por primera vez determinó la elección directa de los municipales por parroquias por parte de los vecinos. Los límites territoriales, la composición de la Municipalidad y la elección del presidente y los vicepresidentes mantenía el mismo criterio que el decreto de Urquiza.
La reforma constitucional de 1860, condición para la reincorporación de Buenos Aires, modificó la referencia específica a la ciudad para precisar que la capital sería establecida por ley especial del Congreso. Ese año el Congreso dictó una nueva ley organizativa del régimen municipal de la Ciudad de Buenos Aires, a la que denominaba Capital Provisoria. La norma disponía la federalización del territorio de la Municipalidad, que estaría integrada por trece municipales titulares y cinco suplentes, manteniendo la integración de funciones ejecutivas y legislativas.

#### Coexistencia de los gobiernos federal y provincial
La batalla de Pavón posibilitó que Buenos Aires impusiera sus condiciones para reincorporarse a la Confederación y la federalización dispuesta en 1860 resultara abstracta y sin efecto. En 1862, en cambio, la ley 19 fijó la residencia de las autoridades nacionales en la Ciudad de Buenos Aires "bajo los términos y condiciones ofrecidas por la legislatura de dicha Provincia". A partir de entonces las autoridades nacionales residieron en la Ciudad de Buenos Aires como huéspedes del gobierno provincial, un período marcado por una permanente tensión entre ambos poderes. Según Miguel Ángel Scenna:

Buenos Aires era la capital de la República, pero una capital sui generis, ya que lo era prestada, a título transitorio, por negarse la provincia homónima a entregar a la nación su joya dilecta, principal ciudad y máximo orgullo. [...] La provincia toleraba la presencia del presidente y los ministros en su propia capital, y esa convivencia entre organismos nacionales y provinciales fue inagotable manantial de fricciones y rozamientos de todo orden, acentuados por la circunstancia de que el gobernador de la provincia y sus seides no perdían oportunidad de demostrar al primer mandatario que no pasaba de ser un huésped incómodo, casi un intruso, dentro de la ciudad.
Cuando murió Buenos Aires (1871)

Según Seijas:

Hasta la presidencia de Mitre, Buenos Aires era una cosa y el resto del país era "el interior" o "las provincias"; pero entre los gobiernos de Sarmiento y Avellaneda se fue afirmando la existencia de una entidad nacional. De esa manera comenzó a perfilarse una contradicción entre Buenos Aires y la Nación, en lugar de la anterior entre Buenos Aires y "el interior" o "las provincias". En la medida en que la Nación consolidaba su fortaleza, el enfrentamiento se definía a su favor.
Las facultades jurisdiccionales de la Ciudad de Buenos Aires

En noviembre de 1865 el Congreso Nacional dictó una nueva ley de régimen municipal de la Ciudad de Buenos Aires, aunque un año después dispuso "devolver a la Provincia de Buenos Aires la Municipalidad de esta Ciudad sometida a la jurisdicción de las autoridades nacionales por la ley de residencia". En los años siguientes el Congreso intentaría en dos ocasiones declarar a la ciudad de Rosario como capital de la República, pero las sucesivas leyes fueron vetadas por el Ejecutivo.
Definición de los límites territoriales del Municipio de la Ciudad de Buenos Aires
Por su parte, el 30 de octubre de 1867 la Legislatura de la Provincia de Buenos Aires estableció los límites territoriales del Municipio de la Ciudad de Buenos Aires:

Artículo 1º — El municipio de la Ciudad de Buenos Aires, tendrá desde la promulgación de la presente ley los siguientes límites:

Territorio del Municipio de la Ciudad de Buenos Aires según la ley provincial de 1867 y partidos adyacentes. Sobreimpreso en rojo, el territorio actual de la Ciudad Autónoma de Buenos Aires.

Por el Norte, el Arroyo de Maldonado, desde su desembocadura en el Río de la Plata hasta tocar el límite Este del terreno conocido en el plano de Sourdeaux con el nombre de Calderón.
Al Oeste, una línea que, limitando los terrenos conocidos en el mismo plano con los nombres de Marcos y Lumb, termine en el ángulo sudoeste de este último terreno, y desde aquí por una línea que termine en el ángulo sudoeste del terreno designado con el nombre de Arroyo, y desde este punto hacia el este hasta tocar el ángulo noroeste del terreno Albin; desde aquí, en dirección al sud por la calle que limita las propiedades Paso Bejerano, Roy y Pereyra, hasta la intersección con la calle de la Arena; y de este punto, una recta hasta el puente Alsina.
Al Sud, el Riachuelo de Barracas hasta su confluencia con el Plata.

Al Este, el litoral del Plata hasta la boca del Maldonado.
Ley 522 de la Provincia de Buenos Aires

De acuerdo a la nomenclatura actual, el territorio del Municipio quedaría así limitado por el perímetro formado por las calles Córdoba, Medrano, Castro Barros, Venezuela, Boedo y Sáenz entre el Arroyo Maldonado y el Riachuelo.
El territorio del Municipio abarcaba una fracción de los partidos de San José de Flores y Belgrano, por lo cual Buenos Aires debió pagar hasta 1870 una suma compensatoria producto de las rentas percibidas en la parte de territorio que les había privado.
Buenos Aires en la ley Orgánica de las Municipalidades
El régimen institucional de la Ciudad se mantuvo estable por once años, desde 1865 hasta 1876, ocasión en que la Legislatura provincial dictó la primera ley Orgánica de las Municipalidades. El título primero definía la constitución para Buenos Aires de la Municipalidad de la Capital, que estaría integrada por un Concejo Central y "tantos Concejos Parroquiales como sea el número de parroquias".
Los concejos estarían divididos en un Departamento Ejecutivo unipersonal y un Departamento Deliberativo compuesto por los demás miembros. El presidente del Consejo Central sería electo entre sus miembros "por votación nominal y a simple mayoría". La ley preveía la existencia de los concejos parroquiales de Catedral al Norte, Catedral al Sud, San Miguel, San Nicolás, Socorro, Piedad, Monserrat, Concepción, Balvanera, San Telmo, Pilar, San Juan Evangelista, Barracas al Norte y San Cristóbal.

#### Federalización de la Ciudad de Buenos Aires
En 1880, en uno de los últimos actos de gobierno de Nicolás Avellaneda —cuya elección seis años atrás, como hombre del interior, había desatado un alzamiento de sectores porteños—, el Congreso Nacional dispuso la federalización del territorio de la Municipalidad de la Ciudad de Buenos Aires. Tras anunciar Avellaneda su intención las fuerzas provinciales se alzaron en armas y el gobierno federal se trasladó al entonces vecino pueblo de Belgrano, donde —tras derrotar la reacción de la Provincia— el Congreso sancionó la ley 1029 que federalizó definitivamente el territorio de la Ciudad de Buenos Aires.

## Creación de la Municipalidad de la Capital
Días después de consumarse la federalización, ejerciendo el Congreso Nacional jurisdicción "exclusiva en todo el territorio de la Capital de la Nación" según la Constitución de 1853, fue dictada la ley 1.129, que instituyó el régimen municipal para Buenos Aires. La norma ratificó los límites establecidos por ley provincial en 1867. El gobierno nacional realizó una serie de objeciones y en octubre de 1882 fue dictada la ley 1.260 sobre la Organización de la Municipalidad de la Capital, que regiría con modificaciones menores hasta 1973. Según Landau:

Los argumentos predominantes se apoyaban en una visión muy frecuente en el pensamiento municipalista decimonónico, que concebía la municipalidad como una agrupación de individuos con intereses civiles en común, dados por sus relaciones de vecindad y sus vínculos económicos. No todos los habitantes de la ciudad eran considerados miembros de la municipalidad, sino solo los "vecinos", que en el lenguaje de la época refería solo a aquellos que contribuían con la ciudad a partir de la paga de un impuesto directo.
La ciudad y sus partes: una historia de la institucionalidad local en la Ciudad de Buenos Aires

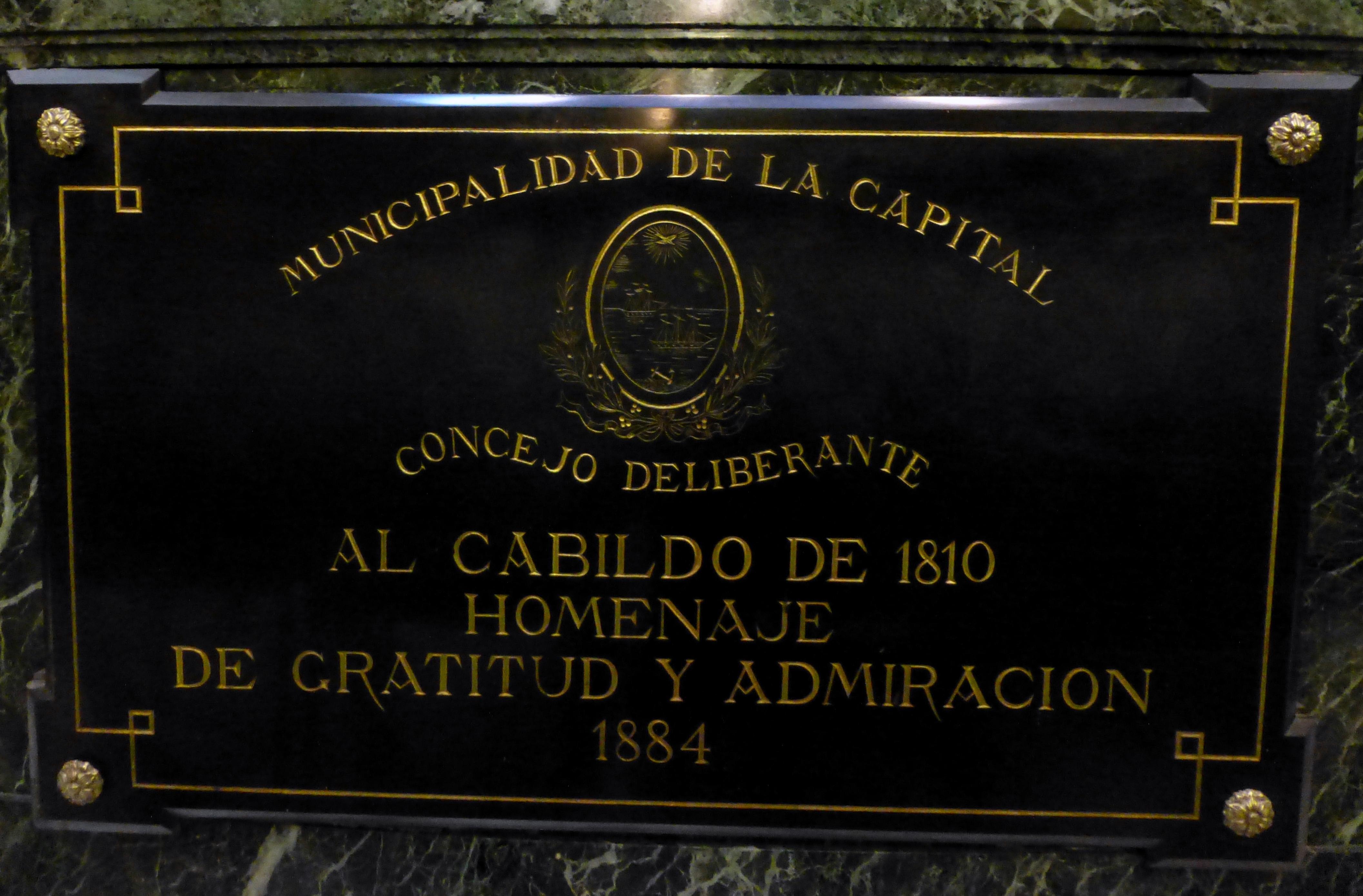
Placa ubicada en el Palacio de la Legislatura de la Ciudad de Buenos Aires, que hace referencia a su antigua forma de organización.

A diferencia de las normativas anteriores, la ley 1.260 estableció una clara diferenciación de funciones obligaciones entre el Departamento Ejecutivo y el Concejo Deliberante.
El primero estaría encabezado por la figura unipersonal del intendente, electo por el presidente de la Nación con acuerdo del Senado. El primer intendente designado de acuerdo al nuevo sistema fue Torcuato de Alvear, en 1883. En 1905 la ley 5.098 precisó la duración del mandato del Intendente Municipal en tres años —entonces el mandato presidencial era de seis—, con posibilidad de ser vuelto a designar en forma sucesiva.
El Concejo Deliberante, de 30 miembros, sería electo por la población local junto con las elecciones de diputados nacionales. El voto fue censitario hasta que una reforma lo universalizó para la población masculina en 1917.

### Ampliación del territorio de la Capital Federal
Tras la federalización de Buenos Aires rápidamente las fuerzas políticas tomaron conciencia de que el territorio de la Municipalidad de la Capital era exiguo en el marco de la fuerte expansión que vivía Buenos Aires.
En 1884 la Legislatura de la Provincia de Buenos Aires cedió a la Nación parte del territorio de los partidos de San José de Flores y de Belgrano:

Artículo 1° — Cédese a la Nación la jurisdicción que ejerce la Provincia en el municipio de Belgrano y en el de San José de Flores, la parte comprendida entre el municipio de la Capital de la República, el de Belgrano y la línea recta que une el Puente Alsina con el ángulo que forma la intersección de los municipios de Belgrano y San José de Flores, en el de San Martín.
Ley provincial del 28 de octubre de 1884

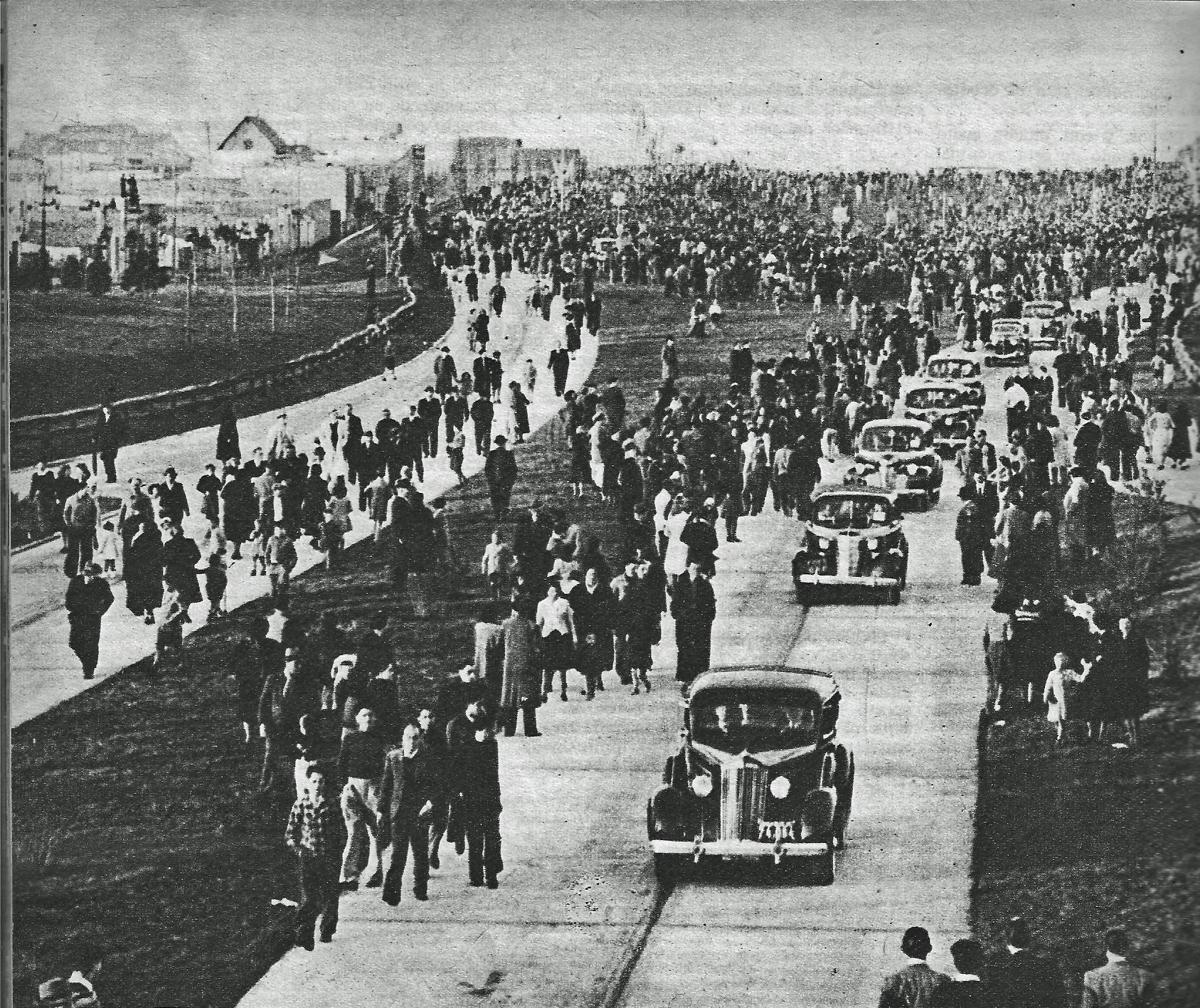
La construcción de la Avenida General Paz fue producto de las compensaciones exigidas por la Provincia de Buenos Aires para ceder territorio a la Capital Federal.

Entre otras condiciones, la Provincia acordó que no se vería afectada su representación en el Congreso Nacional, que mantendría en forma exclusiva "la legislación y jurisdicción de los ferrocarriles del Sud, del Oeste, del Norte y de la Boca y Ensenada", y que el gobierno nacional se comprometería a la construcción de "un bulevard de cien metros de ancho, cuando menos, en el límite del territorio cedido", origen de la Avenida General Paz.
Tres años más tarde, en 1887, la Legislatura provincial rectificó la ley anterior para ceder a la Capital Federal la totalidad del territorio de los partidos de Belgrano y San José de Flores. Las condiciones indispensables reiteran la conservación de la representación en el Congreso y la construcción de un bulevar, aunque no lo referido a los ferrocarriles.
El deslinde definitivo, aprobado por decreto nacional en 1888, implicó que la Provincia cediera parte del territorio del partido de San Martín para recibir en compensación porciones de los antiguos partidos de Belgrano y San José de Flores que quedaban por fuera del perímetro de la Capital Federal.
Antes de la anexión de los partidos de Belgrano y Flores la Ciudad contaba con unos 400.000 habitantes distribuidos en una reducida superficie. En los nuevos territorios habitaban poco más de 25.000 personas en terrenos mayormente rurales. En las décadas siguientes la Municipalidad se abocaría a distintos proyectos de zonificación y urbanización de la totalidad del ejido, notablemente a través de la Comisión de Estética Edilicia creada durante la intendencia de Carlos M. Noel (1922-1927).
Por otro lado, las obras de rectificación del Riachuelo ejecutadas entre 1922 y 1945 llevaron a la modificación del límite sur entre la Capital Federal y la Provincia de Buenos Aires, dejando incluso a parte del callejero de la Municipalidad de la Capital en el partido de Lomas de Zamora. Nación y Provincia firmaron un convenio estableciendo los nuevos límites en 1943 que fue finalmente ratificado en 1949 por la Legislatura provincial a través de la ley 5.448.

### Cambios en la composición del órgano legislativo
Aunque la integración y funciones del Departamento Ejecutivo se mantuvieron sin mayores modificaciones hasta 1973, el funcionamiento del Concejo Deliberante fue errático. Varios gobiernos lo clausuraron o reemplazaron por otras instituciones invocando el precepto constitucional de que el presidente de la Nación era "el jefe inmediato y local" de la Capital Federal.
| Año  | Institución legislativa          | Integrantes | Forma de elección        |
| ---- | -------------------------------- | ----------- | ------------------------ |
| 1882 | Concejo Deliberante              | 30          | Elección popular         |
| 1885 | Comisión                         | 15          | Designación presidencial |
| 1901 | Comisión Municipal               | 22          | Designación presidencial |
| 1907 | Concejo Deliberante              | 22          | Elección popular         |
| 1915 | Comisión de vecinos              | 22          | Designación presidencial |
| 1918 | Concejo Deliberante              | 30          | Elección popular         |
| 1930 | Intendente Municipal             |             | Designación presidencial |
| 1932 | Concejo Deliberante              | 30          | Elección popular         |
| 1941 | Comisión Interventora de Vecinos | 21          | Designación presidencial |
| 1943 | Intendente Municipal             |             | Designación presidencial |
| 1958 | Concejo Deliberante              | 30          | Elección popular         |
| 1962 | Intendente Municipal             |             | Designación presidencial |
| 1963 | Concejo Deliberante              | 30          | Elección popular         |
| 1966 | Ministerio del Interior          |             | Designación presidencial |
| 1966 | Intendente Municipal             |             | Designación presidencial |

En 1885, invocando presuntas anomalías en la confección de los padrones electorales, el presidente Julio Argentino Roca aprobó una resolución del Intendente que suspendía la elección de concejales y reemplazaba al cuerpo por un listado de notables seleccionado a dedo. En 1889 la decisión fue perfeccionada al disponerse por ley que "las funciones encomendadas [...] al Concejo Deliberante serán desempeñadas por una Comisión compuesta de quince personas nombradas por el Poder Ejecutivo". Una ley de 1901 aumentó el número de integrantes a 22.
En 1905 el Congreso Nacional sancionó la ley 5.098 de la Organización de la Municipalidad de la Capital, que restableció el funcionamiento del Concejo Deliberante con 22 integrantes electivos. Los concejales serían electos por un sistema mayoritario de listas de 16 miembros, siendo electa la totalidad de la lista ganadora y "tomándose los seis restantes de los demás candidatos que hubieran obtenido la mayoría relativa". El padrón electoral sería confeccionado por una comisión que integraba a los principales contribuyentes del municipio.
En 1915 el Poder Ejecutivo Nacional volvió a disolver el Concejo Deliberante, con un decreto que mencionaba que "conviene no olvidar que el actual padrón ha sido objetado por parte representativa de la opinión". Una comisión de 22 vecinos se haría cargo de las funciones deliberativas. Los integrantes eran representantes de los sectores más acomodados de la sociedad porteña. Entre ellos se encontraban Ezequiel Paz, Ángel Gallardo, Antonio Lanusse, Marcelino Herrera Vegas, Saturnino Unzué y Miguel Martínez de Hoz. El Congreso ratificó lo actuado por ley 9.665.
En 1916 se realizaron las primeras elecciones presidenciales con sufragio universal, secreto y obligatorio, hecho que acabó con el conocido como régimen oligárquico y llevó a la elección del radical Hipólito Yrigoyen. Un decreto de principios de 1917 intentó cambiar la lista de integrantes de la comisión, pero la oposición conservadora en el Senado lo impidió. Sin integrantes, la comisión se tornó inexistente hasta que en noviembre de 1918 se realizaron elecciones municipales con sufragio universal que permitieron la reinstauración del Concejo Deliberante.
Las instituciones municipales funcionaron normalmente durante las presidencias radicales de la década de 1920, hasta el golpe de Estado de septiembre de 1930 encabezado por el general José Félix Uriburu. El presidente de facto dispuso que el intendente absorbiera las funciones legislativas.
En 1932 se realizaron elecciones con limitadas garantías de transparencia que permitieron la reinstalación del Concejo Deliberante. Durante este período se sucedió una serie de notorios hechos de corrupción y soborno entre los concejales y las empresas concesionarias del servicio eléctrico en Buenos Aires, episodio conocido como escándalo de la CHADE que minó la credibilidad de la institución. En 1941 el presidente Ramón Castillo volvió a disolver el cuerpo a raíz de las acusaciones de corrupción y lo reemplazó por una Comisión Interventora de Vecinos compuesta por 21 integrantes nombrados por el presidente con acuerdo del Senado, cuya integración replicaba la concepción elitista de 1915.

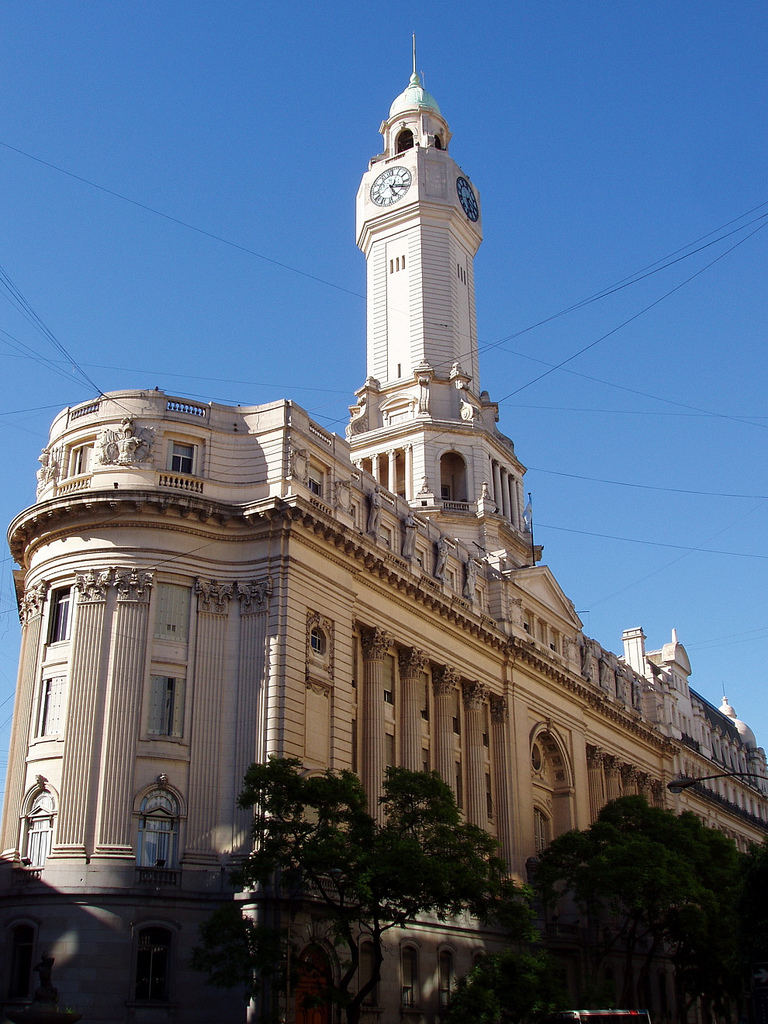
El Palacio del Concejo Deliberante, inaugurado en 1931, alojó durante los años en que el organismo no funcionó a la Secretaría de Trabajo y Previsión (1943-1946) y a la Fundación Eva Perón (1947-1955).

El golpe conocido como Revolución de 1943 volvió a disolver el Concejo Deliberante y, con algunas excepciones, entregó sus funciones al intendente. Una de las primeras medidas del presidente de facto Pedro P. Ramírez fue la formación de una comisión investigadora sobre el escándalo de la CHADE. La concentración de las funciones ejecutiva y legislativa en el intendente municipal se prolongaría durante el resto del período dictatorial, la primera y segunda presidencias de Juan Domingo Perón y el golpe militar que lo derrocó.
Durante los gobiernos de Perón existió una importante serie de proyectos para reformar el funcionamiento de la Municipalidad de la Capital. El Primer Plan Quinquenal contenía el proyecto de que los legisladores nacionales representantes de la Ciudad de Buenos Aires delegaran en comisiones de trabajo las antiguas funciones del Concejo Deliberante. En 1948 un proyecto que no prosperó planteaba reemplazar al Intendente por un Comisionado y al Concejo Deliberante por una Comisión, según la idea de que el "sentido genuino" de la Constitución Nacional suponía fortalecer el gobierno del Presidente en la Capital Federal. Una crónica periodística de la época menciona que "nadie puede pensar sin estremecerse en una resurrección de los famosos Concejos Deliberantes". Al mismo tiempo, los diputados radicales presentaron un proyecto opuesto, que propugnaba incluso la elección directa del intendente.
La Constitución de 1949 ratificó la condición del Presidente y el Congreso como únicas autoridades electivas, hecho que implicaba la eliminación de la ley orgánica municipal. Según Berman, "cuando se planteaba que su gobierno debía ser exclusiva responsabilidad de los poderes nacionales, el argumento no postulaba a la municipalidad como una repartición más. Por el contrario, se aclaraba que dicha disposición resultaba fundamental para salvaguardar la soberanía popular".
Durante la intendencia de Bernardo Gago (1954-1955) la Municipalidad fomentó la creación de juntas vecinales estructuradas alrededor de las sociedades de fomento y encabezadas por delegados municipales. En su discurso de asunción, Gago se comprometió a "utilizar el valioso aporte que pueden allegarse —a las mejores soluciones— los directamente interesados, o sea, los vecinos por medios de sus organismos de barrio o de parroquia". También el presidente Perón afirmaba que "Las comisiones de fomento son [...] los entes naturales y lógicos de colaboración con el gobierno municipal [y que] ha llegado el momento de ir descentralizando hacia los barrios el gobierno y la vida de la ciudad". La limitada experiencia se vio interrumpida por el golpe de Estado de septiembre de 1955.
El decreto-ley 15.374 de 1956 del Régimen Municipal de la Ciudad de Buenos Aires restableció tras el golpe de Estado la vigencia de la ley 1.260 al tiempo que una proclama había dejado sin efecto la reforma constitucional de 1949. El intendente conservaría funciones legislativas hasta que el Concejo Deliberante fuera repuesto, hecho que ocurrió tras las elecciones de 1958. Un nuevo golpe de Estado, en 1962, devolvió al intendente la función legislativa. En 1963 se realizaron nuevas elecciones que permitieron el funcionamiento del Concejo hasta el golpe de Estado de 1966. En esta ocasión también fue destituido el intendente, cuya función pasó por un breve lapso a ser reemplazada por el Ministerio del Interior y luego por un intendente militar.

## La ley orgánica de la Municipalidad de la Ciudad de Buenos Aires de 1972
En 1972 el gobierno de facto de Alejandro Agustín Lanusse, como parte de las medidas que se estaban tomando para la restauración del orden democrático al año siguiente, sancionó la primera ley que reemplazó integralmente a la 1.260 de 1882. Con el número 19.987, la ley orgánica de la Municipalidad de la Ciudad de Buenos Aires actualizó la definición institucional de la Municipalidad como "persona jurídica pública estatal" y estableció por primera vez principios de descentralización con la introducción de consejos vecinales con limitadas competencias barriales. También se instituyó una Justicia Municipal de Faltas; previamente sólo existía en la Ciudad la Justicia Nacional, de jurisdicción federal.

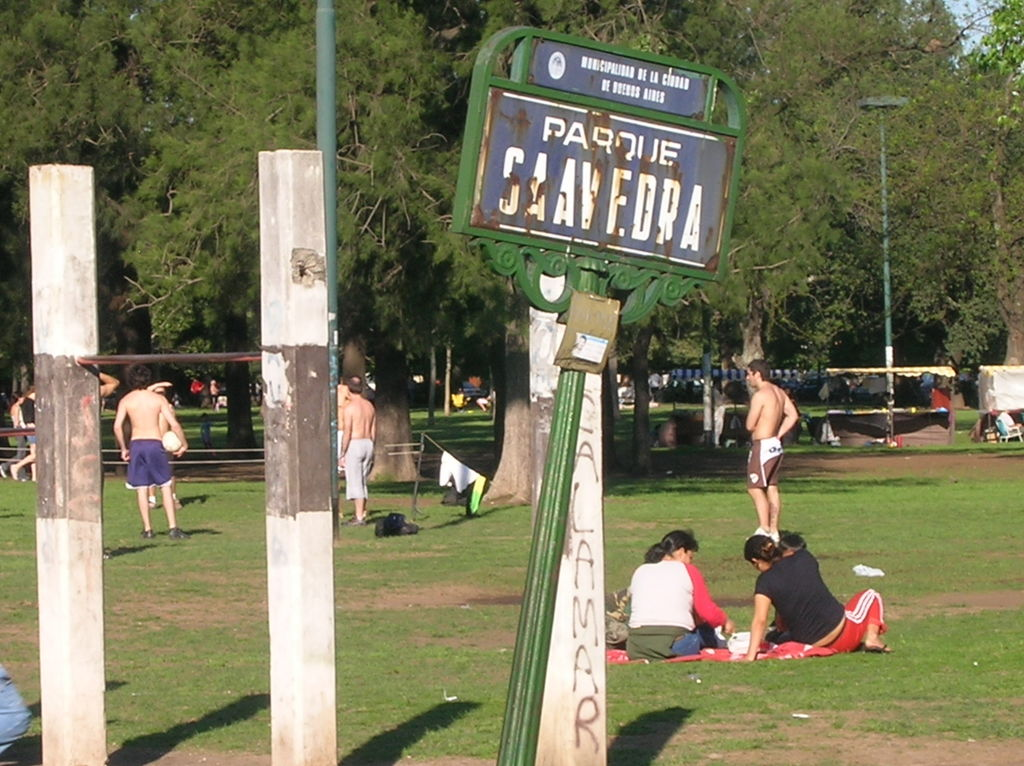
Cartel en el Parque Saavedra. En su parte superior se puede apreciar el nombre de su antigua forma institucional. Aún hoy día pueden encontrarse muchos carteles idénticos en distintos parques de la ciudad.

El mandato del Intendente Municipal fue extendido de tres a cuatro años, manteniendo la posibilidad de reelección por una sola vez. Su nombramiento continuaría dependiendo del Presidente de la Nación, aunque sin acuerdo del Senado. El Concejo Deliberante fue reinstituido como Sala de Representantes, con una composición de 60 miembros. De ellos, 32 serían electos en forma proporcional por sistema D'Hondt con el territorio de la Municipalidad como distrito único, mientras que los restantes 28 serían electos por escrutinio mayoritario uninominal en cada una de las secciones electorales. Adicionalmente, la Ciudad fue dividida en 14 zonas —antecedente de las actuales comunas— para el funcionamiento de los consejos vecinales. Los consejeros vecinales serían también electos pero desempeñarían sus cargos ad honorem.
Las nuevas autoridades municipales entraron en funciones tras las elecciones de marzo de 1973. El orden institucional se vio interrumpido tres años más tarde por el golpe de Estado de marzo de 1976, que depuso a la presidenta constitucional María Estela Martínez de Perón e instauró el autonominado Proceso de Reorganización Nacional, durante el cual las Fuerzas Armadas practicaron el terrorismo de Estado y cometieron las más variadas violaciones a los derechos humanos. Las funciones de la Sala de Representantes y de los consejos vecinales quedaron primero en manos del interventor de la Municipalidad y luego del Intendente Municipal nombrado por la Junta Militar. Durante este período la Municipalidad asumió la administración de los subterráneos, las escuelas primarias y algunos hospitales, transferidos por el gobierno nacional. Ante la inminencia de las elecciones presidenciales de 1983 el presidente de facto Reynaldo Bignone decretó la reducción del mandato del intendente a tres años con posibilidad de reelección y la restitución del nombre Concejo Deliberante. Los 60 concejales serían electos, a diferencia del sistema mixto de 1972, en distrito único por sistema proporcional D'Hondt.
Con la asunción de Raúl Alfonsín se normalizó el funcionamiento institucional de la MCBA. En 1985 Alfonsín se negó a sancionar una ley impulsada por diputados radicales que implicaba un fortalecimiento del papel de los consejos vecinales. En esos años el gobierno radical impulsó un proyecto de traslado de la Capital Federal a Viedma-Carmen de Patagones que logró incluso sanción del Congreso, aunque fue abandonado tras la derrota del oficialismo en las elecciones legislativas de 1987. El proyecto, frente al reclamo de que el territorio federalizado en 1880 fuera devuelto a la Provincia de Buenos Aires, preveía que una vez trasladada la capital la Ciudad de Buenos Aires sería convertida en una nueva provincia, aunque hasta entonces se mantendrían las potestades del gobierno federal y de la Municipalidad de la Ciudad de Buenos Aires.
El gobierno de Carlos Menem estuvo marcado por una intervención directa en cuestiones locales al tiempo que se privatizaban las empresas públicas de la Ciudad y se municipalizaban los servicios de salud y educación. En esos años, según De Luca, Jones y Tula:

La actividad del legislativo comunal se centró en reclamar arreglos de calles y veredas, pedir informes al ejecutivo, y otorgar excepciones a los códigos de planificación y construcción para beneficio de particulares y empresas; mientras que varios concejales fueron acusados de cobro de coimas, tráfico de influencias, sobornos, malversación de fondos públicos y otros delitos. Los consejos vecinales tampoco funcionaron y fueron considerados por los partidos políticos como espacios institucionales para recompensar a dirigentes políticos de menor nivel.
La ciudad de Buenos Aires. Política y gobierno en su último medio siglo

Paralelamente, se sucedieron una serie de proyectos de reforma del régimen municipal tanto en el Congreso Nacional como en el Concejo Deliberante con el objetivo de establecer la elección directa del intendente, aumentar la descentralización y corregir distorsiones en la representación política. Incluso, el Concejo Deliberante aprobó una resolución solicitando la elección directa del intendente y un proyecto en ese sentido obtuvo media sanción de la Cámara de Diputados. Las propuestas de reforma se vieron constantemente estancadas por los desacuerdos políticos entre la Unión Cívica Radical, tradicionalmente fuerte en el distrito, y el peronismo en el poder.

### La reforma constitucional de 1994 y el reemplazo de la MCBA
Un acuerdo entre cúpulas conocido como Pacto de Olivos permitió la convocatoria a una reforma constitucional en 1994, ocasión en que la Convención Nacional Constituyente trató la cuestión de un nuevo marco institucional especial para la Capital Federal que permitiera la elección directa de sus autoridades y facultades propias de legislación. Según afirmó entonces Raúl Alfonsín, "la ciudad de Buenos Aires no será una provincia en sentido estricto ni tampoco un municipio, sino una ciudad-estado autónoma, asiento del gobierno federal".
Se trató de uno de los temas más álgidos del debate, puesto que aunque se acordó el establecimiento de una Ciudad Autónoma los gobernadores peronistas se oponían a asimilar las competencias de la Ciudad de Buenos Aires a las de una provincia. La solución de compromiso fue delegar muchas de las cuestiones conflictivas en leyes posteriores o en la redacción del Estatuto que debería darse la nueva entidad. La ley 24.588 de 1996 —conocida como ley Cafiero por su principal impulsor, el dirigente del peronismo bonaerense y exgobernador de la Provincia Antonio Cafiero—, estableció una serie de limitaciones al futuro Gobierno de la Ciudad de Buenos Aires en cumplimiento del artículo 129 de la Constitución reformada: "Una ley garantizará los intereses del Estado nacional, mientras la ciudad de Buenos Aires sea capital de la Nación".
En 1996 una convención convocada al efecto sancionó el Estatuto Organizativo de la Ciudad Autónoma de Buenos Aires, que los convencionales denominaron Constitución. También durante su discusión se produjeron importantes desacuerdos entre las fuerzas políticas, puesto que muchos de los postulados hacían una fuerte defensa de la autonomía e iban incluso más allá de lo previsto en la Constitución de 1994. El artículo 7 establece a la Ciudad Autónoma como continuadora de los derechos y obligaciones de la Municipalidad de la Ciudad de Buenos Aires:

Artículo 7º.- El Estado de la Ciudad Autónoma de Buenos Aires es sucesor de los derechos y obligaciones legítimas de la Municipalidad de la Ciudad de Buenos Aires, y del Estado Nacional en las competencias, poderes y atribuciones que se le transfieren por los artículos 129 y concordantes de la Constitución Nacional y de la ley de garantía de los intereses del Estado Federal, como toda otra que se le transfiera en el futuro.
Constitución de la Ciudad de Buenos Aires de 1996

En 1996 se realizaron las primeras elecciones para Jefe de Gobierno —cargo que reemplazó al Intendente Municipal—. El antiguo Concejo Deliberante cesó en sus funciones el 10 de diciembre de 1997, siendo reemplazado por la Legislatura de la Ciudad de Buenos Aires. El traspaso de la Justicia de alcance local, por su parte, ha sido objeto de numerosas vicisitudes y continúa hasta la actualidad.